# Menschenhandel
Menschenhandel bedeutet, sich einer anderen Person unter Ausnutzung ihrer persönlichen oder wirtschaftlichen Zwangslage oder Hilflosigkeit zu bemächtigen, um sie zu bestimmten Zwecken auszubeuten, etwa zur Zwangsprostitution oder zu anderen erzwungenen Tätigkeiten.
Bis in die zweite Hälfte des 19. Jahrhunderts bezeichnete der Begriff den Handel mit Sklaven. Mit Abschaffung der Sklaverei, gesellschaftlichen Modernisierungsprozessen infolge der Urbanisierung und vor allem mit der Entwicklung der Dampfschifffahrt breitete sich ab dieser Zeit der schon immer in verschiedensten Formen bestehende Frauenhandel international und interkontinental aus. Anfangs noch als Begleiterscheinung der Prostitution betrachtet, wurden ab Anfang des 19. Jahrhunderts mehrere internationale Abkommen dagegen verabschiedet, die neben Frauen- und Mädchenhandel teilweise bereits den Begriff des Menschenhandels thematisierten. Mit Beginn des 21. Jahrhunderts folgten weitere Abkommen, in denen der Begriff expliziter hervorgehoben wurde.
Obwohl das Phänomen anfangs synonym als „weiße“ und später als „moderne Sklaverei“ (vor allem vom US-amerikanischen Soziologen Kevin Bales) bezeichnet wurde, grenzte die EU-Grundrechte-Charta aus dem Jahr 2000 Sklaverei zusammen mit Leibeigenschaft sowie illegaler Zwangs- und Pflichtarbeit explizit vom Menschenhandel ab. Da der Internationale Strafgerichtshof für das ehemalige Jugoslawien bereits zwei Jahre später alle vier Begriffe als Weiterentwicklung des traditionellen Sklaverei-Konzepts bezeichnete, können die Übergänge zwischen den Begriffen als fließend betrachtet werden. Menschenhandel ist von Menschenschmuggel zu unterscheiden, da es sich bei Menschenschmuggel lediglich um die Unterstützung bei der Überschreitung von Grenzen handelt.
Menschenhandel gehört inzwischen zu den Erscheinungsformen der organisierten Kriminalität. Es handelt sich um ein globales Phänomen im Spannungsfeld zwischen strafrechtlicher Verbrechensbekämpfung, Migrationspolitik und Menschenrechtsverletzung.
Verlässliche Zahlen zum Ausmaß des nationalen und internationalen Menschenhandels gibt es wegen der vielfältigen Erscheinungsformen, unterschiedlicher Erhebungsmethoden und eines großen Dunkelfelds nicht. Ein UN-Bericht von 2014 dokumentiert weltweit 40.177 Beispiele aus 152 Ländern. Danach ist ein Drittel der Opfer von Menschenhandel minderjährig. Die Opfer stammen vor allem aus Afrika, Süd- und Ostasien sowie Osteuropa und werden nach Westeuropa, Nordamerika und auf die Arabische Halbinsel geschleust, 70 % Prozent der Opfer sind Frauen, die wenigsten Täter werden verurteilt.
Die Internationale Arbeitsorganisation (ILO) schätzt für das Jahr 2012 die Anzahl der Menschen in Zwangsarbeit auf weltweit über 20 Millionen.

## Internationale Übereinkommen

### Vereinte Nationen

#### Konvention zur Unterbindung des Menschenhandels (1949)
Menschenhandel wurde zunächst als Begleiterscheinung der Prostitution in der internationalen Sozial- und Kriminalpolitik thematisiert.
Zwischen 1904 und 1933 wurden insgesamt vier internationale Abkommen gegen den Mädchenhandel verabschiedet. Keines dieser Abkommen lieferte eine präzise Definition dessen, was als Frauenhandel gelten sollte, wobei sie sich alle mit mehr oder weniger erzwungenen Formen der transnationalen Mobilität von Frauen und Mädchen zum Zwecke der mehr oder weniger freiwilligen sexuellen Arbeit befassten.
Während die ersten beiden Abkommen noch den Begriff der „weißen Sklaverei“ (White Slave Traffic) enthielten, wurde mit der Übernahme des Themenkomplexes durch den Völkerbund und im Kontext der Verabschiedung einer weiteren Konvention im Jahre 1921 das neutralere Konzept des Frauen- und Kinderhandels übernommen. 1933 wurde eine weitere Konvention verabschiedet, die sich erstmals mit erzwungener Prostitution und dem Handel mit volljährigen Frauen befasste. Unter Frauenhandel sei die transnationale Vermittlung und Verbringung von Frauen zu verstehen, „um der Unzucht eines anderen Vorschub zu leisten, zu unsittlichem Zwecke“ (gratify the passions of another).
1949 verabschiedete die Generalversammlung der Vereinten Nationen die Konvention zur Unterbindung des Menschenhandels und der Ausnutzung der Prostitution anderer. Diese kann auf die zunehmend transnationalen Bemühungen der sogenannten abolitionistischen Bewegung gegen staatlich reglementierte Prostitution einerseits und auf die internationalen Verrechtlichungsprozesse im Kontext der Bekämpfung des Frauen- und Mädchenhandels seit Ende des 19. Jahrhunderts andererseits zurückgeführt werden. Die Konvention von 1949 sollte die bis dahin verabschiedeten Abkommen zusammenfassen und nicht nur die polizeilichen Aspekte berücksichtigen, sondern auch der in der Nachkriegszeit verbreiteten Auffassung von Prostitution als sozialem Problem Rechnung tragen. Sie kriminalisierte Drittparteien wie Zuhälter, Kupplerinnen und Menschenhändler, verbot eine Diskriminierung von Prostituierten durch staatliche Lizenzierungs- und Überwachungssysteme und sah neben Präventionsprogrammen auch Maßnahmen zur sozialen Rehabilitierung bei Aufgabe der Prostitution vor.
Die UN-Menschenrechtskommission gründete 1974 die Arbeitsgruppe über Sklaverei. Die UN-Konvention zur Beseitigung jeder Form von Diskriminierung der Frau (CEDAW) von 1979 enthält unter anderem die Abschaffung jeder Form des Frauenhandels und der Ausbeutung der Prostitution von Frauen. Damit einher geht seit den 1970er Jahren ein zunehmendes Engagement von Selbsthilfeorganisationen, etwa des International Committee for Prostitutes Rights (ICPR) für eine Entkriminalisierung der Prostitution und Anerkennung als eine anderen Tätigkeiten sozial und rechtlich gleichwertige Erwerbsarbeit.

#### Zusatzprotokoll „Menschenhandel“ zur Palermo-Konvention (2000)
Das Übereinkommen gegen die grenzüberschreitende organisierte Kriminalität vom 15. November 2000 (United Nations Convention against Transnational Organized Crime and the Protocols Thereto – UNTOC, „Palermo-Konvention“) dient der internationalen Zusammenarbeit, um die grenzüberschreitende organisierte Kriminalität wirksamer zu verhüten und zu bekämpfen.
In der Anlage II wurde ergänzend das Protokoll zur Verhütung, Bekämpfung und Bestrafung des Menschenhandels, insbesondere des Frauen- und Kinderhandels mit verabschiedet. Es erhebt den Anspruch, das einzige allgemein gültige Übereinkommen zu sein, das neben der sexuellen Ausbeutung auch alle weiteren Aspekte des Menschenhandels erfasst wie Arbeitsausbeutung, illegale Organentnahme, Leibeigenschaft oder sklavereiähnliche Praktiken. Es widmet Frauen und Kindern als den Hauptbetroffenen des Menschenhandels besondere Aufmerksamkeit. Die vom Zusatzprotokoll explizit genannten Tathandlungen sind die Anwerbung, Beförderung, Beherbergung und Empfang von Personen. Tatmittel sind Androhung oder Anwendung von Gewalt, diverse Formen der Nötigung (z. B. Entführung), arglistige Täuschung, Betrug (Deutschland), Missbrauch von Macht, Einfluss oder Druckmitteln, Ausnutzung eines Abhängigkeitsverhältnisses und/oder Bestechung des Gewaltinhabers.
Das Übereinkommen enthält Maßnahmen zur Verhütung und Bekämpfung des Menschenhandels, insbesondere des Frauen- und Kinderhandels, ein umfassendes internationales Vorgehen in den Herkunfts-, Transit- und Zielländern, Maßnahmen zur Verhütung dieses Handels sowie zur Bestrafung der Händler und zum Schutz der Opfer dieses Handels, namentlich durch den Schutz ihrer international anerkannten Menschenrechte.
Das Übereinkommen und das Zusatzprotokoll sind als völkerrechtliche Verträge für die Vertragsstaaten rechtsverbindlich.

### Europarat
Eingedenk der Konvention zum Schutz der Menschenrechte und Grundfreiheiten (EMRK) von 1950 verabschiedete der Europarat am 16. Mai 2005 das Übereinkommen zur Bekämpfung des Menschenhandels.
Es verbessert die Voraussetzungen zur Bekämpfung des Menschenhandels insbesondere im europäischen Raum. Neben einer Angleichung der Straftatbestände und einer effizienten Strafverfolgung auch über die Grenzen sieht es einen speziellen Opfer- und Zeugenschutz vor. Es schafft die Voraussetzungen für nachhaltige Maßnahmen der einzelnen Vertragsstaaten und für eine engere europäische Zusammenarbeit auf Basis der Begriffsbestimmung und Weiterentwicklung der Pflichten der Vertragsstaaten, die im Zusatzprotokoll „Menschenhandel“ zur Palermo-Konvention festgelegt wurden.
Die Bundesrepublik Deutschland hat dem Übereinkommen mit Gesetz vom 12. Oktober 2012 zugestimmt. Das Übereinkommen ist in Deutschland am 1. April 2013 in Kraft getreten.
Die Expertengruppe für die Bekämpfung des Menschenhandels (Group of Experts on Action against Trafficking in Human Beings – GRETA) überwacht gem. Art. 36 ff. die Durchführung des Übereinkommens durch die Vertragsparteien. Im Juni 2015 wurde der Bericht über die Umsetzung des Übereinkommens durch Deutschland für den ersten Evaluierungszyklus vorgelegt, im Oktober 2015 für Österreich und die Schweiz.

### Europäische Union
Die Europäische Union hat sich der Verhütung und Bekämpfung des Menschenhandels sowie dem Schutz der Rechte der Opfer insbesondere mit dem Rahmenbeschluss 002/629/JI des Rates vom 19. Juli 2002 zur Bekämpfung des Menschenhandels und dem EU-Plan über bewährte Vorgehensweisen, Normen und Verfahren zur Bekämpfung und Verhütung des Menschenhandels von 2005 angenommen.
Die EU-Menschenhandelsrichtlinie von 2011 ist das jüngste internationale Rechtsdokument und sieht ein integriertes, ganzheitliches und menschenrechtsbasiertes Vorgehen bei der Bekämpfung des Menschenhandels vor. Die Umsetzung der Richtlinie in deutsches Recht erfolgte mit dem Gesetz zur Verbesserung der Bekämpfung des Menschenhandels und zur Änderung des Bundeszentralregistergesetzes sowie des Achten Buches Sozialgesetzbuch vom 11. Oktober 2016 (MenHBVG), in Kraft getreten am 15. Oktober 2016.

## Definition

### Legaldefinition
Anlage II zur Palermo-Konvention definiert in Art. 3 Buchst. a „Menschenhandel“ als die Anwerbung, Beförderung, Verbringung, Beherbergung oder den Empfang von Personen durch die Androhung oder Anwendung von Gewalt oder anderen Formen der Nötigung, durch Entführung, Betrug, Täuschung, Missbrauch von Macht oder Ausnutzung besonderer Hilflosigkeit oder durch Gewährung oder Entgegennahme von Zahlungen oder Vorteilen zur Erlangung des Einverständnisses einer Person, die Gewalt über eine andere Person hat, zum Zweck der Ausbeutung. Ausbeutung umfasst mindestens die Ausnutzung der Prostitution anderer oder andere Formen sexueller Ausbeutung, Zwangsarbeit oder Zwangsdienstbarkeit, Sklaverei oder sklavereiähnliche Praktiken, Leibeigenschaft oder die Entnahme von Körperorganen.
Dieser Definition folgen weitere internationale Rechtsdokumente wie Art. 4 des Europarat-Übereinkommens von 2005 oder Art. 2 der EU-Menschenhandelsrichtlinie von 2011.
Art. 5 Abs. 3 der EU-Grundrechtecharta (GrCH) verbietet Menschenhandel und grenzt ihn von Sklaverei und Leibeigenschaft (Art. 5 Abs. 1 GrCH) sowie Zwangs- oder Pflichtarbeit (Art. 5 Abs. 2 GrCH) ab.

### Rechtsprechung des Europäischen Gerichtshofs für Menschenrechte
Im Jahr 2010 entschied der EGMR durch Auslegung „im Lichte der heutigen Verhältnisse“, dass Menschenhandel, wie ihn das Palermo-Protokoll und das Übereinkommen des Europarats definieren, in den Anwendungsbereich von Art. 4 EMRK fällt, obwohl Menschenhandel dort nicht ausdrücklich erwähnt ist.
Das Fehlen einer ausdrücklichen Erwähnung von Menschenhandel in der EMRK überrasche nicht, da sie von der Allgemeinen Erklärung der Menschenrechte von 1948 inspiriert worden sei, deren Art. 4 »Sklaverei und Sklavenhandel« verbietet. Menschenhandel als globales Phänomen habe seitdem deutlich zugenommen. Bei der Einschätzung des Anwendungsbereichs von Art. 4 EMRK dürften weder die besonderen Merkmale der EMRK als Vertrag zum Schutz der Menschenrechte noch die Tatsache aus den Augen verloren werden, dass sie ein lebendiges Instrument sei, das im Licht der gegenwärtigen Bedingungen ausgelegt werden müsse.
Der Internationale Strafgerichtshof für das ehemalige Jugoslawien habe bereits 2002 festgestellt, dass sich das traditionelle Konzept der Sklaverei dahingehend entwickelt habe, dass es verschiedene Formen der Versklavung umfasse, die auf der Ausübung jener Befugnisse beruhen, die mit dem für die Sklaverei typischen Eigentumsrecht an anderen Menschen einhergehen. Angesichts der Ausbreitung sowohl des Menschenhandels selbst als auch der Maßnahmen zu seiner Bekämpfung hielt es der EGMR für angemessen zu prüfen, inwiefern Menschenhandel als solcher dem Sinn und Zweck von Art. 4 EMRK widerspreche und damit in den Anwendungsbereich dieser Bestimmung falle, ohne dass geprüft werden müsse, welche der drei verbotenen Kategorien der Sklaverei, der Leibeigenschaft oder der Zwangs- und Pflichtarbeit durch die spezifische Behandlung im vorliegenden Fall betroffen sei.
Aufgrund seines auf Ausbeutung gerichteten Ziels beruhe Menschenhandel auf der Ausübung von Befugnissen, die mit dem Eigentumsrecht verbunden seien. Er behandele Menschen als Gegenstände, die ge- und verkauft und zur Arbeit gezwungen würden, meist in der Sexindustrie. Er setze die enge Überwachung der Aktivitäten der Opfer voraus, deren Bewegungsfreiheit oft eingeschränkt werde. Er bringe die Anwendung von Gewalt und Drohungen gegen die Opfer mit sich, die unter schlechten Bedingungen wohnten und arbeiteten. Es könne daher kein Zweifel daran bestehen, dass Menschenhandel die menschliche Würde und die Grundfreiheiten seiner Opfer bedrohe und unvereinbar mit einer demokratischen Gesellschaft und den Werten der EMRK sei.

## Erscheinungsformen

### Menschenhandel zum Zweck der Arbeitsausbeutung
Wenn von Menschenhandel zum Zweck der Arbeitsausbeutung gesprochen wird, ist damit gemeint, dass die Notlage von Arbeitskräften massiv ausgenutzt wird oder sie gezwungen werden, ihre Arbeitskraft ohne angemessene Gegenleistung einzusetzen. Die Betroffenen werden in ihrer Handlungsfreiheit so weit eingeschränkt, dass sie nicht mehr frei über ihre Arbeitskraft verfügen können. Sie werden nicht oder nicht angemessen entlohnt und müssen unter extrem schlechten Bedingungen arbeiten.
Strafrechtlich ist die Schwelle zu Menschenhandel zum Zweck der Arbeitsausbeutung in Deutschland dann überschritten, wenn Personen mittels Täuschung, Zwang, Drohungen oder Gewaltanwendung zur Aufnahme und Fortsetzung von Dienstleistungen und Tätigkeiten gebracht oder gezwungen werden, die ausbeuterisch oder sklavenähnlich sind. Die Arbeitsverhältnisse zeichnen sich zum Beispiel durch schlechte Bezahlungen, lange Arbeitszeiten, überhöhte Vermittlungsgebühren und/oder Mietzahlungen, gefährliche Arbeitsbedingungen und Vorenthalten des Lohns aus.
Zwar suggeriert der Begriff, dass Betroffene zwischen Ländern gehandelt werden, dies ist allerdings nicht zwangsläufig der Fall. Der Tatbestand des Menschenhandels setzt in Deutschland kein Überschreiten von Ländergrenzen voraus. Menschenhandel kann sowohl zulasten von Migranten verwirklicht werden, deren Hilflosigkeit, die mit dem Aufenthalt in Deutschland verbunden ist, ausgenutzt wird als auch zulasten Deutscher unter Ausnutzung einer persönlichen oder wirtschaftlichen Zwangslage. Bei Personen unter 21 Jahren spielt die nationale Herkunft keine Rolle.
Der Übergang zwischen ungünstigen und schlechten Arbeitsbedingungen, Arbeitsausbeutung und Menschenhandel ist oft fließend und eine Zuordnung schwierig. Manchmal verschärft sich ein eingangs „nur“ ungünstiges Arbeitsverhältnis im Laufe der Zeit derart, dass Arbeitsausbeutung oder sogar Menschenhandel vorliegt.
Einige Branchen scheinen von Arbeitsausbeutung und Menschenhandel zur Arbeitsausbeutung stärker zu profitieren als andere. Nach gegenwärtigen Einschätzungen findet Menschenhandel vermehrt in folgenden Branchen statt: Landwirtschaft, Pflege, private Haushalte (Haushaltshilfen, Reinigungskräfte, Au-Pair u. a.), Gastronomie etc.
Gründe, warum Personen von ausbeuterischen Arbeitsverhältnissen und Menschenhandel betroffen sein können, sind zum Beispiel: falsche Versprechungen über Arbeits- und Verdienstmöglichkeiten, wirtschaftliche und/oder aufenthaltsrechtliche Notlage, Notwendigkeit der finanziellen Unterstützung der Familie im Herkunftsland, angebliche Schulden, die abbezahlt werden müssen, Anwendung von Gewalt, Drohung etc.
Die meisten Betroffenen von Menschenhandel zur Ausbeutung der Arbeitskraft befinden sich in Asien, insbesondere in Indien. Die häufigste Ausprägungsform von Menschenhandel zur Arbeitsausbeutung in Indien ist dabei die Schuldknechtschaft, welche über Generationen hinweg vererbt wird.

### Menschenhandel zum Zweck der sexuellen Ausbeutung
Im Gegensatz zum Menschenhandel zum Zweck der Arbeitsausbeutung ist Menschenhandel zur sexuellen Ausbeutung (auch sex trafficking genannt) sowohl in den Medien und der Gesellschaft als auch in den internationalen Institutionen schon seit vielen Jahren ein sensibles und oft diskutiertes Thema. Betroffen sind von dieser Form der Ausbeutung vor allem Frauen und Mädchen.
Laut des Bundeslagebildes Menschenhandel des Bundeskriminalamtes (BKA) werden Betroffene von Menschenhandel zum Zweck der sexuellen Ausbeutung häufig durch Täuschung zur Aufnahme oder Fortsetzung der Prostitution veranlasst. Angeworben über Zeitungsinserate oder Modelagenturen, werden die Betroffenen über die Art der Tätigkeit oder die Höhe des Verdiensts getäuscht. Darüber hinaus kommt es vor, dass Betroffene sich zwar freiwillig zur Ausübung der Prostitution entscheiden, dann aber mit Arbeitsbedingungen konfrontiert sind, denen sie vorher nicht zugestimmt haben und die zu ändern oder verlassen sie von den Tätern gehindert werden. Laut BKA wird nur ein geringer Anteil von Betroffenen durch Gewalt oder Drohung in die Prostitution gezwungen. Durch hohe Schulden für Einreise, Passbeschaffung etc. werden aber vor allem ausländische Betroffene in ein Abhängigkeitsverhältnis gedrängt und müssen einen Großteil ihres Verdienstes an die Täter abführen. In manchen Fällen werden Mädchen und junge Frauen durch die sog. Loverboy-Methode angeworben. Die Täter täuschen den Betroffenen eine Beziehung vor, um sie anschließend über emotionale Abhängigkeit in die Prostitution zu drängen und auszubeuten.
Nach dem aktuellen Global Report des Büros der Vereinten Nationen für Drogen- und Verbrechensbekämpfung (UNODC) ist Menschenhandel zur sexuellen Ausbeutung die meist identifizierte Form von Menschenhandel weltweit. 53 % der global identifizierten Fälle von 2010 bis 2012 stehen laut den Vereinten Nationen im Zusammenhang mit sexueller Ausbeutung. Experten schätzen allerdings, dass Menschenhandel zum Zweck der Arbeitsausbeutung weit häufiger vorkommt und weltweit die am meisten verbreitete Ausbeutungsform des Menschenhandels ist. Diese Diskrepanz rührt laut den Vereinten Nationen vor allem daher, dass das Bewusstsein für die sexuelle Ausbeutung in der Gesellschaft und bei Strafverfolgungsorganen höher sei und diese Form der Ausbeutung somit öfter strafrechtlich verfolgt werde. Ebenso seien Fälle von Zwangsprostitution und Ausbeutung zum Zweck anderer sexuellen Handlungen wie Pornografie oder Stripshows sichtbarer als andere Ausbeutungsformen.
In Nigeria, vor allem im Südosten des Landes, werden junge Frauen und Mädchen an Orten, auch „Baby-Fabriken“ genannt, festgehalten, um Kinder zu gebären, die an kinderlose Paare im In- oder Ausland verkauft werden. Manche werden durch Versprechen von Arbeit und Unterkunft dorthin gelockt, was den Tätern angesichts des Stigmas unehelicher Schwangerschaften und des Abtreibungsverbots besonders leicht fällt. Manche werden vergewaltigt, um sie zu schwängern.
Ebenfalls in direktem Bezug zu Nigeria stehen einige verbrecherische Geheimbünde wie die „Schwarze Axt“, die nigerianische Frauen unter Vorgabe falscher Tatsachen nach Europa schleusen und sie dort mit Lügen, Drohungen und Gewalt zur Prostitution zwingen – wozu sie vorgeblich verpflichtet seien, um hohe Summen für den erfolgten Transport zu zahlen.

### Andere Ausbeutungszwecke
Neben Menschenhandel zum Zweck der Arbeitsausbeutung und zur sexuellen Ausbeutung werden international weitere Zwecke wie die Ausbeutung zur Bettelei, die Ausnutzung bei der Begehung strafbarer Handlungen oder die rechtswidrige Entnahme von Organen erfasst.
Nach der EU-Menschenhandelsrichtlinie „sind Betteltätigkeiten als eine Form der Zwangsarbeit oder der erzwungenen Dienstleistung im Sinne des Übereinkommens Nr. 29 der Internationalen Arbeitsorganisation (ILO) von 1930 über Zwangs- oder Pflichtarbeit zu verstehen. Die Ausbeutung für Betteltätigkeiten, wozu auch der Einsatz abhängiger Opfer des Menschenhandels als Bettler gehört, erfüllt daher nur dann die Definition des Menschenhandels, wenn alle Merkmale der Zwangsarbeit oder der erzwungenen Dienstleistung vorhanden sind. […] Die 'Ausnutzung für strafbare Handlungen' sollte als Ausnutzung einer Person zur Begehung unter anderem von Taschendiebstahl, Ladendiebstahl, Drogenhandel und sonstigen ähnlichen Handlungen verstanden werden, die unter Strafe stehen und der Erzielung eines finanziellen Gewinns dienen.“
Menschenhandel zum Zweck der Organentnahme meint die Ausbeutung einer anderen Person unter Täuschung, Drohung oder Anwendung von Gewalt zum Zwecke der rechtswidrigen Entnahme von Organen. Auch diese Form des Menschenhandels umfasst ein breites Spektrum an Handlungen, kommt aber vor allem in drei Varianten vor. Zum einen gibt es Betroffene, die freiwillig der Organentnahme zustimmen, zu einem späteren Zeitpunkt aber nicht (oder nur teilweise) die ausgemachte Gegenleistung erhalten. In anderen Fällen werden den Betroffenen unter Zwang und gewaltsam die Organe ohne ihre Zustimmung entnommen, so mutmaßlich während des Kosovokriegs 1999. Letztendlich wird ebenfalls von Fällen berichtet, bei denen Betroffene gegen ein tatsächliches oder vermeintliches Leiden behandelt und während der Behandlung unwissentlich die Organe entnommen werden.

## Deutschland
Menschenhandel gehört zu den Straftaten gegen die persönliche Freiheit.
§ 232 StGB enthält den zeitlich vorgelagerten Tatbestand des Menschenhandels, der bereits mit der ersten Übernahme der Kontrolle über eine Person verwirklicht ist. Die §§ 232a StGB (Zwangsprostitution) und 232b StGB (Zwangsarbeit) pönalisieren das anschließende Einwirken auf das Opfer zum Zwecke der Ausbeutung. Die §§ 233 und 233a StGB stellen die kommerzielle Ausbeutung der Arbeitskraft und die Ausbeutung unter Ausnutzung einer Freiheitsberaubung unter Strafe. Allen Tatbeständen ist gemeinsam, dass die Tathandlungen jeweils entweder unter Einsatz eines Nötigungsmittels oder List oder unter Ausnutzung der persönlichen oder wirtschaftlichen Zwangslage des Opfers oder dessen Hilflosigkeit, die mit dem Aufenthalt in einem für das Opfer fremden Land verbunden ist, begangen werden.
Bestrebungen in Deutschland, Menschenhändler zur Rechenschaft zu ziehen, werden durch die hohe Anzahl an Bewährungsstrafen in Menschenhandelsfällen unterlaufen. Nur 36 % der wegen Menschenhandels zum Zweck der sexuellen Ausbeutung verurteilten Straftäter verbüßten 2017 eine Haftstrafe. Die drei wegen Menschenhandels zur Ausbeutung der Arbeitskraft verurteilten Straftäter wurden zu Geldstrafen verurteilt.

### Menschenhandel (§ 232 StGB)
Seit 15. Oktober 2016 ist der Tatbestand Menschenhandel in Deutschland in Paragraph § 232 StGB n.F. geregelt. Durch die Neuregelung wurde die EU-Menschenhandelsrichtlinie umgesetzt.
Menschenhandel ist gekennzeichnet durch die in § 232 Abs. 1 StGB enummerativ aufgezählten Tathandlungen, (einfachen) Tatmittel und Tatzwecke. § 232 Abs. 2 StGB betrifft die konkrete Art und Weise der Tatausführung mit schwereren Mitteln als der Ausnutzung einer Zwangslage oder Hilflosigkeit des Opfers, beispielsweise durch Anwendung von Gewalt oder Entführung des Opfers. § 232 Abs. 3 StGB erfasst erschwerende Tatumstände wie das Alter des Opfers unter 18 Jahren, die Tatauswirkungen auf das Opfer oder die gewerbs- und bandenmäßige Begehung der Tat.
§ 232 Abs. 2 und Abs. 3 StGB enthalten Strafschärfungen gegenüber § 232 Abs. 1 StGB. Die Höchststrafe in § 232 Abs. 2 und Abs. 3 StGB beträgt 10 Jahre gegenüber 5 Jahren in § 232 Abs. 1 StGB.
Gem. § 232 Abs. 1 StGB wird mit Freiheitsstrafe von sechs Monaten bis zu fünf Jahren bestraft, „wer eine andere Person unter Ausnutzung ihrer persönlichen oder wirtschaftlichen Zwangslage oder ihrer Hilflosigkeit, die mit dem Aufenthalt in einem fremden Land verbunden ist, oder wer eine andere Person unter einundzwanzig Jahren anwirbt, befördert, weitergibt, beherbergt oder aufnimmt, wenn
1. diese Person ausgebeutet werden soll
a) bei der Ausübung der Prostitution oder bei der Vornahme sexueller Handlungen an oder vor dem Täter oder einer dritten Person oder bei der Duldung sexueller Handlungen an sich selbst durch den Täter oder eine dritte Person,
b) durch eine ausbeuterische Beschäftigung (§ 232 Abs. 1 Satz 2 StGB),
c) bei der Ausübung der Bettelei oder
d) bei der Begehung von mit Strafe bedrohten Handlungen durch diese Person,
2. diese Person in Sklaverei, Leibeigenschaft, Schuldknechtschaft oder in Verhältnissen, die dem entsprechen oder ähneln, gehalten werden soll oder
3. dieser Person rechtswidrig ein Organ entnommen werden soll.“

#### Tathandlung
§ 232 Abs. 1 StGB stellt in Übereinstimmung mit den unionsrechtlichen Vorgaben bereits solche Verhaltensweisen als Menschenhandel unter Strafe, mit denen erstmals Kontrolle über eine Person ausgeübt wird. Hierunter fällt das Anwerben, Befördern, Weitergeben, Beherbergen oder Aufnehmen von Personen, und zwar unter Ausnutzung einer persönlichen oder wirtschaftlichen Zwangslage oder einer Hilflosigkeit, die mit dem Aufenthalt in einem fremden Land verbunden ist. Dies muss zum Zwecke der Ausbeutung des Opfers in einer der in den Nummern 1 bis 3 des § 232 Abs. 1 StGB näher beschriebenen Weise geschehen. Der Einsatz eines bestimmten Tatmittels oder eine besondere Situation ist nicht erforderlich, wenn es sich um Personen unter 21 Jahren handelt. Diese Personen werden als per se besonders schutzbedürftig angesehen, da sie nach der Vorstellung des Gesetzgebers aufgrund zumindest verminderter Kompetenz und sozialer Unterlegenheit als in erheblichen Maße leichter manipulierbar angesehen werden.
Eine Zwangslage ist eine Situation der nicht notwendigerweise existenzbedrohenden, aber ernsten persönlichen oder wirtschaftlichen Bedrängnis des Opfers, die ein dringendes Geld- oder Sachbedürfnis nach sich zieht. Es genügt, wenn das Opfer seine Lage als eine solche Zwangslage empfindet, die es in seiner freien Willensbetätigung einschränkt. Diese Schwächesituation muss der Täter ausnutzen. Das
bedeutet, dass nach seiner Vorstellung gerade die Schwächesituation das Gelingen seiner Tat zumindest erleichtern muss.

### Tatzwecke
Die Ausbeutung des Opfers wird bezweckt, wenn der Täter eine gewissenlose, d. h. ohne Rücksicht auf die persönlichen und wirtschaftlichen Belange des Opfers und unangemessene Nutzung seiner Leistungen oder Tätigkeiten beabsichtigt. Ein auf Dauer angelegtes Abhängigkeitsverhältnis ist dagegen für das Vorliegen einer Ausbeutung insgesamt nicht erforderlich.

#### Sexuelle Ausbeutung
Der Strafbestand des Menschenhandels zur sexuellen Ausbeutung war in Deutschland bereits in § 232 Strafgesetzbuch (StGB) a.F. geregelt. Erste Neuregelungen traten mit dem 37. Strafrechtsänderungsgesetz am 19. Februar 2005 in Kraft und verfolgten das Ziel, den Menschenhandel nach Möglichkeit in allen seinen Erscheinungsformen zu erfassen und den alten, gesetzgebungstechnisch unbefriedigenden Zustand der §§ 180b, 181 StGB a.F. durch Vereinfachung und Vereinheitlichung der Tatbestände zu beseitigen. Zudem machten das Palermo-Protokoll der Vereinten Nationen und der EU-Rahmenbeschluss zur Bekämpfung des Menschenhandels vom 19. Juli 2002 eine Gesetzesänderung notwendig.
§ 232 StGB a. F. stellte es unter Strafe „unter Ausnutzung einer Zwangslage oder der Hilflosigkeit, die mit ihrem Aufenthalt in einem fremden Land verbunden ist“ eine andere Person zur Aufnahme oder Fortsetzung von Prostitution oder ausbeuterischen sexuellen Handlungen (z. B. Stripshows, Pornographie) zu zwingen. Im Weiteren kamen auch andere Straftatbestände wie § 233 StGB (Menschenhandel zum Zweck der Ausbeutung der Arbeitskraft), § 233a StGB (Förderung des Menschenhandels), § 180a StGB (Ausbeutung einer Prostituierten) und § 181a (Zuhälterei) bei Fällen von Ausbeutung in der Prostitution zum Tragen. Bei Opfern unter 21 Jahren war die Tat auch ohne Ausnutzen einer Zwangslage oder Hilflosigkeit strafbar.

#### Ausbeuterische Beschäftigung
Eine ausbeuterische Beschäftigung liegt gem. § 232 Abs. 1 Satz 2 StGB vor, wenn die Beschäftigung aus rücksichtslosem Gewinnstreben zu Arbeitsbedingungen erfolgt, die in einem auffälligen Missverhältnis zu den Arbeitsbedingungen solcher Arbeitnehmer stehen, welche der gleichen oder einer vergleichbaren Beschäftigung nachgehen.

#### Ausübung der Bettelei
- Siehe auch Zwangsbettelei

Seit der Gesetzesnovelle 2016 ist auch der Tatbestand der Ausbeutung durch Bettelei als eigener Tatbestand im Strafgesetzbuch (StGB) erfasst.

#### Begehung von mit Strafe bedrohten Handlungen
Hierunter fällt es etwa, wenn Personen zum Kreditkartenbetrug, für Diebstähle in Kaufhäusern oder Überfälle auf Personen beim Geldabheben vor EC-Automaten ausgebeutet werden sollen oder die Ausnutzung noch nicht strafmündiger rumänischer Straßenkinder für Taschendiebstähle, Trickbetrug oder Einbrüche.

#### Halten in Sklaverei, Leibeigenschaft oder Schuldknechtschaft
Neben § 232 StGB gilt das Gesetzes betreffend die Bestrafung des Sklavenraubes und des Sklavenhandels von 1895 (SklHG) gem. Art. 123 GG als vorkonstitutionelles Recht fort. § 2 SklHG bedroht das Betreiben von Sklavenhandel und die vorsätzliche Mitwirkung an der dazu dienenden Beförderung von Sklaven mit einer Freiheitsstrafe nicht unter einem Jahr. Ein „Handeltreiben“ wie es etwa mit Betäubungsmitteln oder Organen unter Strafe gestellt ist, ist für § 232 StGB nämlich nicht erforderlich, wenngleich sich der Menschenhandel dadurch auszeichnet, dass er ein arbeitsteiliger Prozess ist, aus dem die Beteiligten einen wirtschaftlichen Vorteil ziehen wollen. Insofern ist die eigenständige Strafbarkeit des Sklavenhandels durchaus von Bedeutung, wurde mit der Reform 2016 jedoch nicht in das StGB integriert.

#### Rechtswidrige Organentnahme
Der Menschenhandel zum Zweck der rechtswidrigen Entnahme von Organen wurde 2016 in § 232 Abs. 1 Nr. 3 StGB aufgenommen. Unabhängig davon steht der Organ- und Gewebehandel gem. § 18 und § 19 TPG unter Strafe.

### Zwangsprostitution und Zwangsarbeit (§§ 232 a, 232b StGB)
Die §§ 232a StGB (Zwangsprostitution) und 232b StGB (Zwangsarbeit) pönalisieren das an den Menschenhandel anschließende Einwirken auf das Opfer zum Zwecke der Ausbeutung. Dieser Umstand kommt in dem Tatbestandsmerkmal des „Veranlassens“ zu den jeweils tatbestandsmäßigen Handlungen zum Ausdruck, etwa der Aufnahme der Prostitution, der Bettelei oder einer ausbeuterischen Beschäftigung. Insoweit setzen §§ 232a und 232b StGB den Eintritt eines bestimmten Taterfolgs voraus. Mit dem Veranlassen soll eine verwerfliche Beeinflussung der Willensentschließungsfreiheit durch den Täter sanktioniert werden. Erfasst werden alle Formen der psychischen Einwirkung, welche die Entschließung des Opfers beeinflussen. Die wohl h. M. lässt in weiter Auslegung jede Form der Verursachung des tatbestandlichen Erfolges genügen. Eine von Teilen der Literatur geforderte „intensive und hartnäckige Einflussnahme auf das Opfer, etwa durch Drängen, Überreden, Einsatz von Autorität, Einschüchterung oder Täuschung“ würde den Tatbestand zu sehr einengen.
Tritt der gewünschte Taterfolg nicht ein, kommt eine Strafbarkeit wegen Versuchs in Betracht (§§ 232a Abs. 2, 232b Abs. 2 StGB).

### Ausbeutung der Arbeitskraft und Ausbeutung unter Ausnutzung einer Freiheitsberaubung (§§ 233, 233a StGB)
Die Ausbeutung der Arbeitskraft ist seit 15. Oktober 2016 in § 233 StGB mit Strafe bedroht, der § 10a des Schwarzarbeitsbekämpfungsgesetzes ergänzt. Der Täter muss die Situation des Opfers, aus der sich die eingeschränkte Fähigkeit, sich der Ausbeutung zu widersetzen, ergibt, erkennen und sich zum eigenen Vorteil zunutze machen, etwa eine ausbeuterische Beschäftigung nach § 232 Absatz 1 Satz 2 (§ 233 Abs. 1 Nr. 1 StGB). Entscheidend ist, dass das Opfer durch die Handlung des Täters zum Objekt degradiert wird. Nur dann ist eine Bestrafung der Einschränkung des freien Willens verhältnismäßig, z. B. bei jeder nicht uneingeschränkt freiwilligen Vornahme sexueller Handlungen.
Der Menschenhandel zum Zwecke der Ausbeutung der Arbeitskraft war bereits seit 2005 unter § 233 StGB als Straftat erfasst; mit der Strafrechtsreform im Jahr 2016 wurde Menschenhandel in § 232 StGB, Zwangsarbeit in § 232b StGB und die Ausbeutung der Arbeitskraft in §§ 233 und 233a StGB geregelt.

### Polizeilich registrierte Zahlen in Deutschland
Laut dem „Bundeslagebild Menschenhandel“ wurden 2013 insgesamt 478 Ermittlungsverfahren zum Menschenhandel zur Zweck der Arbeitsausbeutung und zur sexuellen Ausbeutung abgeschlossen. Davon handelte es sich bei 425 Fällen um Menschenhandel zur sexuellen Ausbeutung und bei 53 Fällen um Menschenhandel zum Zweck der Arbeitsausbeutung. Die Zahl der registrierten Menschenhandelsfälle und -opfer wie auch der durchgeführten Verfahren der Polizei in den einzelnen Bundesländern fällt sehr unterschiedlich aus. Auch innerhalb eines Bundeslandes schwanken die Zahlen von Jahr zu Jahr. Als Grund hierfür nennt eine Studie des BKA. die wechselnde Kontroll- und Ermittlungsintensität der Polizei, die von den vorhandenen Ressourcen und der kriminalpolitischen Schwerpunktsetzung abhänge. Ebenfalls wird angemerkt, dass die Schwankungen auf den in der Realität schwierig anzuwendenden Straftatbeständen zurückzuführen ist. Zu beachten ist, dass diese Zahlen lediglich die Fälle des Menschenhandels beinhalten, die der Polizei bekannt sind und in denen Ermittlungsverfahren eingeleitet und auch abgeschlossen wurden. Fälle von Menschenhandel, in denen kein Kontakt mit der Polizei zustande kam oder in denen kein Ermittlungsverfahren eingeleitet wurde, werden nicht erfasst. Somit können die Zahlen nur eine sehr eingeschränkte Aussage über das Ausmaß von Menschenhandel in Deutschland geben. Das vermutete hohe Dunkelfeld wird nicht erfasst.
Am 18. April 2018 wurde die bis dahin personell größte Razzia in der Geschichte der Bundespolizei gegen einen Menschenhändlerring im Rotlichtmilieu durchgeführt und dabei Bordelle, Büros und Wohnungen in zwölf Bundesländern durchsucht. Ein erster Gerichtsprozess fand Anfang 2019 in Baden-Baden statt, ein weiterer ab Mai 2019 in Hanau. Zu den Anklagepunkten zählen gewerbs- und bandenmäßiges Einschleusen von Ausländern, Ausbeutung, Zuhälterei und Zwangsprostitution, es geht aber auch um Wirtschaftskriminalität, etwa Steuerhinterziehung und nicht gezahlte Sozialversicherungsbeiträge.
Für 2019 sind beim Bundeskriminalamt (BKA) sieben Betroffene von Menschenhandel aus Vietnam registriert. Das BKA und mit weitere Ermittlungsbehörden in Europa gehen von einer hohen Dunkelziffer aus und haben den Menschenhandel von Vietnamesen ab 2021 zu einem ihrer Arbeitsschwerpunkte erklärt.

### Opferschutz
In der Bundesrepublik Deutschland gibt es ca. 50 Fachberatungsstellen, die Betroffenen von Menschenhandel anonym und kostenfrei Beratung, Unterstützung und Hilfe bieten. Die meisten der in Deutschland tätigen Fachberatungsstellen sind im Bundesweiten Koordinierungskreis gegen Menschenhandel e. V. vereint. Zu dessen Mitgliedern zählen u. a. auch Migrantinnen-Projekte, Frauenhäuser, Prostituierten-Beratungsstellen und weitere Organisationen.
Das Hilfetelefon „Gewalt gegen Frauen“ startete im März 2013 und ist beim Bundesamt für Familie und zivilgesellschaftliche Aufgaben angesiedelt. Qualifizierte Beraterinnen stehen von Gewalt betroffenen Frauen unter der Rufnummer 116 016 und online über eine Website kostenfrei und rund um die Uhr zur Seite und zu allen Formen von Gewalt u. a. auch zum Thema Menschenhandel. Betroffene, Fachkräfte und Personen aus dem sozialen Umfeld werden anonym, vertraulich, barrierefrei und in 18 Fremdsprachen beraten. Das Hilfetelefon biete psychosoziale Erstberatung sowie Krisenintervention an und vermittelt auf Wunsch an Unterstützungseinrichtungen vor Ort weiter.
Auch der Ban Ying e. V. in Berlin bildet eine Koordinations- und Fachberatungsstelle gegen Menschenhandel, darüber hinaus bietet er eine Zufluchtswohnung für Betroffene an. Sie setzt sich sowohl für die Rechte von Migrantinnen ein, die Erfahrungen von Gewalt, Ausbeutung oder Menschenhandel gemacht haben als auch für deren Umfeld.
Mit der EU-Opferschutz-Richtlinie vom 29. April 2004 (2004/81/EG des Rates) wurde für die Opfer eines Menschenhandels die Einführung eines besonderen aufenthalts- und asylrechtlichen Aufenthaltstitels vereinbart, der eine Kooperation mit den zuständigen Polizei-, Strafverfolgungs- und Justizbehörden zur Bekämpfung des Menschenhandels voraussetzt. In Deutschland gibt es seit 2008 den Aufenthalt aus humanitären Gründen zwecks Zeugenaussage in einem Strafverfahren (§ 25 Abs. 4a AufenthG). Bei der Entscheidung wirken Staatsanwaltschaft bzw. Strafgericht und Ausländerbehörde zusammen (§ 72 Abs. 6 AufenthG).
Zur Umsetzung der EU-Menschenhandelsrichtlinie wurde mit Wirkung zum 15. Oktober 2016 die Strafprozessordnung (StPO) ergänzt. Zeigt das Opfer eines Menschenhandels diese Straftat an und wird hierdurch bedingt ein vom Opfer selbst begangenes Vergehen bekannt, so kann die Staatsanwaltschaft von der Verfolgung des durch das Opfer begangenen Vergehens absehen, wenn nicht wegen der Schwere der Tat eine Sühne unerlässlich ist (§ 154c Abs. 2 StPO). Diese Vorschrift soll vor allem Opfern eines Menschenhandels zur Ausbeutung bei der Begehung von mit Strafe bedrohten Handlungen durch diese Person zugutekommen (§ 232 Abs. 1 Nr. 1 Buchst. d StGB).

### Bund-Länder-Arbeitsgruppe
Seit der 16. Legislaturperiode ist das Bundesministerium für Arbeit und Soziales (BMAS) federführend in der Bundesregierung für die Themen gesellschaftliche Verantwortung von Unternehmen (Corporate Social Responsibility – CSR) und Menschenhandel zum Zweck der Ausbeutung der Arbeitskraft. Beim Bundesministerium für Familie, Senioren, Frauen und Jugend (BMFSFJ) ist seit 1997 die Bund-Länder-Arbeitsgruppe Frauenhandel (B-L-AG) angesiedelt. Diese dient dem fachübergreifenden Austausch und der gemeinsamen Entwicklung von Strategien und Handlungsempfehlungen. Neben Vertretern verschiedener Ministerien wie dem BMFSFJ, dem BMAS, dem Bundesministerium des Innern (BMI) und dem Bundesministerium für Justiz und Verbraucherschutz (BMJV) und den entsprechenden Ministerien der Bundesländer sind dort auch das Bundeskriminalamt (BKA) und der bundesweite Koordinierungskreis gegen Frauenhandel und Gewalt an Frauen im Migrationsprozess (KOK e. V.) vertreten. Für die Zusammenarbeit zwischen Fachberatungsstellen und Strafverfolgungsbehörden wurde 1999 ein Kooperationskonzept entwickelt.

## Österreich
Nach Ratifizierung des Palermo-Protokolls im Herbst 2005 hat die österreichische Bundesregierung ihre Strategie zur Bekämpfung des Menschenhandels in einem ersten nationalen Aktionsplan für den Zeitraum 2007–2009 niedergelegt. Durch seine Lage im Zentrum Europas sei Österreich von Menschenhandel als Transit- und Zielland betroffen, insbesondere hinsichtlich sexueller Ausbeutung, sklavereiähnlicher Zustände bei Hausangestellten und Kinderhandel. Der österreichische Ansatz bei der Bekämpfung des Menschenhandels umfasse nationale Koordination, Prävention, Opferschutz, Strafverfolgung und internationale Zusammenarbeit. Die Ausarbeitung weiterer nationaler Aktionspläne und die Überwachung von deren Umsetzung wurde einer bei dem Bundesministerium für Europa, Integration und Äußeres angesiedelten Task Force Menschenhandel (TF-MH) übertragen, in der alle relevanten Bundesministerien und Regierungsstellen, die Bundesländer, die Sozialpartner sowie spezialisierte Nichtregierungsorganisationen vertreten sind. Ihre Hauptaufgabe ist es, den gemeinsamen Kampf gegen den Menschenhandel in Österreich zu strukturieren und zu intensivieren. Für die Jahre 2015–2017 hat die TF-MH den vierten nationalen Aktionsplan erstellt.
Zum 1. August 2013 hat Österreich die EU-Menschenhandelsrichtlinie umgesetzt. Mit dem Sexualstrafrechtsänderungsgesetz 2013 wurden unter anderem der Tatbestand des Menschenhandels in § 104a StGB erweitert und die Strafandrohung auf bis zu 10 Jahre erhöht.

## Schweiz
Die Schweiz hat sowohl das Zusatzprotokoll zur Palermo-Konvention als auch die Konvention des Europarates zur Bekämpfung des Menschenhandels ratifiziert. Die Konvention ist in der Schweiz zum 1. April 2013 in Kraft getreten. Insbesondere mit dem Zeugenschutzgesetz vom 23. Dezember 2011 hatte die Schweiz zum 1. Januar 2013 alle Bedingungen für ihren Beitritt zum Europaratsübereinkommen erfüllt.
Bereits 2001 hatte eine interdepartementale Arbeitsgruppe die juristischen, sozialen, finanziellen, polizeilichen und gesundheitlichen Bedingungen zur Bekämpfung von Menschenhandel in der Schweiz untersucht.
In der Schweiz stehen alle Formen des Menschenhandels seit dem 1. Dezember 2006 in Art. 182 StGB unter Strafe. Der frühere Art. 196 StGB erfasste lediglich den Menschenhandel zum Zwecke der sexuellen Ausbeutung.
Die private Opferschutzstelle FIZ Fachstelle Frauenhandel und Frauenmigration stellt in Zusammenarbeit mit den Kantonalen Runden Tischen gegen Menschenhandel ein umfassendes Opferschutzprogramm für Betroffene von Menschenhandel zur Verfügung.

## USA
Menschenhandel mit dem Ziel der sexuellen Ausbeutung wird in den USA Sex trafficking genannt (volle Bezeichnung Sex trafficking of children or by force, fraud, or coercion) und ist eine strafbare Handlung nach Bundesrecht im Strafrecht der Vereinigten Staaten nach 18 U.S.C. § 1591. Daneben besteht Bundesstrafbarkeit nach s. 2421 Mann Act sowie Strafbarkeit nach dem jeweiligen Recht des Bundesstaates.

## Weitere Staaten
In der Volksrepublik China wurden 2009 nach offiziellen Statistiken jährlich 3.000 Personen Opfer von Menschenhändlern, ungefähr die Hälfte davon Kinder, die Hälfte Frauen. Entführte Frauen, aber auch kleine Mädchen werden teils von Eltern als Braut für ihren Sohn gekauft. Ältere Kinder werden als (Kinder-)Arbeitskräfte an Industriebetriebe und Kohlegruben verkauft. Ein Kind zu kaufen, ist in China nicht strafbar; lediglich der Verkauf eines Kindes wird bestraft.
Im April kündete das chinesische Polizeiministerium eine neunmonatige Kampagne gegen den Menschenhandel an. Es wurde eine DNA-Datenbank für vermisste Kinder eingerichtet, und die Zeitdauer, nach welcher die Polizei Ermittlungen aufnimmt, wurde in einigen Provinzen von 24 Stunden auf 7 Stunden herabgesetzt.
In Myanmar werden laut einem Bericht von Human Rights Watch von 2019 zahlreiche Frauen und Mädchen als „Bräute“ nach China verkauft.
In Indien wurden 2011 innerhalb eines Jahres fast 100.000 Jungen und Mädchen als vermisst gemeldet, und über ein Drittel von ihnen wurden nicht wiedergefunden.
Eine im Jahr 2022 veröffentlichte Recherche von Spiegel ergab, dass Menschenhändler Jobsuchende aus ganz Asien nach Sihanoukville (Kambodscha) bringen, dort ihre Pässe verkaufen und sie zur Arbeit als Betrüger zwingen.

## Menschenhandel in der öffentlichen Wahrnehmung
Laut dem UN-Büro für Drogen- und Verbrechensbekämpfung (UNDOC) waren im Jahr 2020 fast 40 Prozent der verurteilten Menschenhändler weiblich. Dies widerspricht der öffentlichen Wahrnehmung, wonach vor allem Männer Menschenhändler seien.
Auch existieren in der öffentlichen Diskussion bestimmte Stereotypen, wonach von Menschenhandel zur sexuellen Ausbeutung nur Frauen und von Menschenhandel zur Arbeitsausbeutung nur Männer betroffen seien. Frauen sind aber tatsächlich genauso häufig von Arbeitsausbeutung betroffen, insbesondere in den Bereichen Haushalt und Pflege, aber auch in der Landwirtschaft, der Gastronomie sowie im Hotel- und Reinigungsgewerbe. Menschenhandel zur sexuellen Ausbeutung kann auch Kinder, Männer sowie transgender Personen betreffen.
Ein weiteres Problem der Darstellung von Menschenhandel in Öffentlichkeit und Medien stellt die Konzentration auf das Problem von Menschenhandel zur sexuellen Ausbeutung dar. Durch die einseitige Berichterstattung und Fokussierung auf die sexuelle Ausbeutung entsteht in der Öffentlichkeit der Eindruck, dass diese Form des Menschenhandels verbreiteter sei als andere Ausbeutungsformen. Insbesondere der Menschenhandel zur Arbeitsausbeutung ist in der öffentlichen und medialen Diskussion demgegenüber weniger präsent, obwohl die Zahl der Betroffenen weit höher sein dürfte.
Problematisch ist zudem die Gleichsetzung von legaler Prostitution und Menschenhandel zur sexuellen Ausbeutung. Während manche Institutionen jegliche Prostitution als unfreiwillig und erzwungen ansehen, argumentieren vor allem Verbände von Sexarbeitern gegen eine Stigmatisierung von allen Prostituierten als „Zwangsprostituierten“ und für eine Anerkennung als beruflich Selbstständige oder Arbeitnehmer.
Probleme der Dunkelfeldforschung sowie unterschiedliche Definitionen von Menschenhandel in unterschiedlichen Institutionen erschweren verlässliche Aussagen zum Menschenhandel.
In Deutschland kam es insbesondere im Zeitraum der Fußball-Weltmeisterschaft 2006 zu Spekulationen um das mögliche Ausmaß des Menschenhandels zur sexuellen Ausbeutung. In den Medien war von „40.000 Zwangsprostituierten“ die Rede, die zur Fußball-Weltmeisterschaft 2006 in Deutschland erwartet würden. Diese Zahl wird heute angezweifelt und als unzutreffend kritisiert.
Anlässlich der Fußball-Weltmeisterschaft führte FIM – Frauenrecht ist Menschenrecht e. V. in Zusammenarbeit mit einem breiten Netzwerk eine bundesweite Kampagne gegen Zwangsprostitution durch. Das sportliche Großereignis sollte als Anlass dafür genommen werden, erstmals bundesweit Freier anzusprechen. Die Kampagne richtete sich mit Flyern, Plakaten und Fernsehspots direkt an die potenziellen Freier, um sie für das Thema zu sensibilisieren, und forderte sie dazu auf, sich in Verdachtsfällen an eine anonyme Hotline zu wenden.
Im internationalen Kontext berufen sich viele Organisationen und Institutionen auf die jährlich herausgegebenen Trafficking in Person-Berichte der US-Regierung. Seit dem Jahr 2000 veröffentlicht das US-Büro zur Überwachung und Bekämpfung von Menschenhandel (Office to Monitor and Combat Trafficking in Persons – ONCTP) jährlich seine Einschätzung des Menschenhandels und der internationalen Bemühungen zu seiner Bekämpfung. Es bewertet andere Staaten in vier verschiedenen Kategorien, wobei Kategorie 1 die größten Bemühungen zur Bekämpfung von Menschenhandel darstellt. Obwohl diese Berichte von vielen Seiten und bei der wissenschaftlichen Auseinandersetzung mit Menschenhandel verwendet werden, wird die Berichterstattung als interessengeleitet kritisiert und die Nachvollziehbarkeit angezweifelt.

## Rezeption

### Filme
- Human Trafficking – Menschenhandel. Von Christian Duguay. Kanada, USA, 2005, 176 Minuten